# Salvador Carmona
Salvador José Carmona Álvarez (ur. 22 sierpnia 1975 w Meksyku), piłkarz meksykański grający na pozycji prawego obrońcy.

## Kariera klubowa
Carmona pochodzi ze stolicy kraju, Meksyku, jednak jego pierwszym klubem w karierze był zespół z miasta Toluca, Deportivo Toluca, w barwach którego zadebiutował w 1993 roku w lidze meksykańskiej. Już od sezonu 1994/1995 grał w wyjściowej jedenastce klubu, ale swój pierwszy sukces osiągnął dopiero w 1998 roku, gdy wywalczył mistrzostwo fazy Verano. Osiągnięcie to powtórzył w rok później gdy także wygrał z Tolucą fazę Verano, a także w 2000 roku zostając mistrzem tej fazy po raz trzeci z rzędu. W 2000 roku Carmona przeszedł do Atlante FC. W 2001 roku wystąpił z zespołem w Copa Libertadores, jednak odpadł już w rundzie wstępnej, a w lidze dotarł tylko do półfinałów play-off.
Jeszcze w 2001 roku na fazę Apertura Carmona wrócił do Toluki. W sezonie 2002/2003 zdobył mistrzostwo fazy Apertura, a także Puchar Mistrzów CONCACAF występując w finałowych meczach z Monarcas Morelia. W Toluce Carmona grał do 2004 roku i w trakcie sezonu został piłkarzem Chivas Guadalajara. W Chivas grał przez dwie rundy – w Clausura 2004 wywalczył wicemistrzostwo, a w Apertura 2005 odpadł już w pierwszej fazie play-off.
W zimie 2005 Carmona został zawodnikiem Cruz Azul. Podczas sezonu 2005/2006 Salvadora wraz z kolega klubowym, Aarónem Galindo został na rok zawieszony za stosowanie dopingu. 16 maja 2007 Meksykański Związek Piłki Nożnej dożytownio zawiesił Carmonę z powodu kolejnego testu antydopingowego, który dał wynik pozytywny. W jego ostatnim meczu w karierze Cruz Azul przegrał z CF Pachuca 1:3.
| Sezon   | Klub               | Kraj   | Rozgrywki                  | Mecze | Bramki |
| ------- | ------------------ | ------ | -------------------------- | ----- | ------ |
| 1993/94 | Deportivo Toluca   | Meksyk | Primera División           | 20    | 2      |
| 1994/95 | Deportivo Toluca   | Meksyk | Primera División           | 27    | 3      |
| 1995/96 | Deportivo Toluca   | Meksyk | Primera División           | 25    | 2      |
| 1996/97 | Deportivo Toluca   | Meksyk | Primera División           | 24    | 2      |
| 1997/98 | Deportivo Toluca   | Meksyk | Primera División           | 29    | 1      |
| 1998/99 | Deportivo Toluca   | Meksyk | Primera División           | 31    | 3      |
| 1999/00 | Deportivo Toluca   | Meksyk | Primera División           | 33    | 3      |
| 2000/01 | Atlante FC         | Meksyk | Primera División           | 29    | 0      |
| 2001/02 | Atlante FC         | Meksyk | Primera División           | 18    | 1      |
| 2001/02 | Deportivo Toluca   | Meksyk | Primera División           | 14    | 0      |
| 2002/03 | Deportivo Toluca   | Meksyk | Primera División           | 35    | 2      |
| 2003/04 | Deportivo Toluca   | Meksyk | Primera División           | 16    | 2      |
| 2003/04 | Chivas Guadalajara | Meksyk | Primera División           | 14    | 0      |
| 2004/05 | Chivas Guadalajara | Meksyk | Primera División           | 16    | 1      |
| 2004/05 | Cruz Azul          | Meksyk | Primera División           | 14    | 1      |
| 2005/06 | Cruz Azul          | Meksyk | Primera División           | 0     | 0      |
| 2006/07 | Cruz Azul          | Meksyk | Primera División           | 23    | 1      |
|         |                    |        | Łącznie w Primera División | 368   | 24     |

## Kariera reprezentacyjna
W reprezentacji Meksyku Carmona zadebiutował 7 lutego 1996 roku w przegranym 1:2 meczu z Chile. W tym samym roku wystąpił z Meksykiem w Złotym Pucharze CONCACAF, który zdobył wraz z rodakami po wygranym 2:0 finale z Brazylią. 2 lata później powtórzył ten sukces – w finale pucharu Meksyk pokonał 1:0 USA.
W 1998 roku Carmona został powołany przez Manuela Lapuente do kadry na Mistrzostwa Świata we Francji. Zagrał tam w jednym grupowym meczu, zremisowanym 2:2 z Holandią oraz w meczu 1/8 finału, przegranym 1:2 z Niemcami.
W lipcu 1999 Salvador został powołany do kadry na Copa América 1999. Z Meksykiem ostatecznie zajął 3. miejsce w tym turnieju. Carmona wystąpił także w turnieju Copa América 2001, na którym grał w pierwszej jedenastce, a z Meksykiem dotarł do finału. W finałowym meczu z gospodarzami, Kolumbią Meksyk przegrał 0:1.
W 2002 roku Carmona pojechał na Mistrzostwa Świata w Piłce Nożnej w Korei Południowej i Japonii. Zagrał tam we wszystkich meczach grupowych w pełnym wymiarze czasowym. Z Meksykiem dotarł do 1/8 finału, w której jego rodacy przegrali z USA 0:2.
W swojej karierze Carmona ma za sobą także występy w takich turniejach jak: Copa América 2004 (ćwierćfinał), Puchar Konfederacji 1997 (faza grupowa), Puchar Konfederacji 1999 (zwycięstwo), Puchar Konfederacji 2005 (4. miejsce), Złoty Puchar CONCACAF 2000 (ćwierćfinał) oraz Złoty Puchar CONCACAF 2003 (zwycięstwo).
W reprezentacji Meksyku Carmona rozegrał łącznie 85 meczów i nie zdobył gola.